# 2022年冬季残疾人奥林匹克运动会新西兰代表团
2022年冬季残疾人奥林匹克运动会新西兰代表团是新西兰派出的2022年冬季残疾人奥林匹克运动会代表团。获得1枚金牌、1枚银牌和2枚铜牌。